# 中臣真人
中臣真人（なかとみ の まひと）は、古墳時代の豪族・中臣氏の一人。

## 系譜
父は中臣阿毘古で、子に賀麻大夫がいるとされる。